# Кулинка
Кулинка (укр. Кулинка) — село в Верхнянской сельской общине Калушского района Ивано-Франковской области Украины.
Население по переписи 2001 года составляло 300 человек. Занимает площадь 3,21 км². Почтовый индекс — 77322. Телефонный код — 03472.